# Rhetenor
Rhetenor là một chi nhện trong họ Salticidae.